# جيري رولو
جيري رولو (بالإنجليزية: Jerry Rullo)‏ مواليد 23 يونيو 1923 - الوفاة 21 أكتوبر 2016، كان لاعب كرة سلة أمريكي. بدأ مسيرته الاحترافية في سنة 1946. بلغ طوله 5 قدم 10 بوصة (1.8 م). اعتزل اللعب في 1951.

## المسيرة الاحترافية
لعب مع غولدن ستايت ووريورز في موسم 1946–47، ثم لعب مع بالتيمور باليتس في موسم 1947–48، ثم لعب مع غولدن ستايت ووريورز في موسم 1948–49–1949.

## روابط خارجية
- جيري رولو على موقع إن بي أي (الإنجليزية)
- جيري رولو على موقع سبورتس رفرنس (الإنجليزية)
- جيري رولو على موقع ريلجم (الإنجليزية)
- جيري رولو على موقع بروبوليرز (الإنجليزية)